# Arvid Jonsson
Karl Arvid Daniel Jonsson, (Arvid Jonsson i Skedsbygd) född 26 augusti 1886 i Bäckebo församling, Kalmar län, död där 28 mars 1960, var en svensk lantbrukare och politiker (Bondeförbundet).
Jonsson föddes i byn Kolningsmåla i Bäckebo socken. Från 1911 innehade han ett eget lantbruk och från 1920 även en möbelindustri. Från 1948 var han vice ordförande i Kalmar läns hushållningssällskap och från 1947 ledamot av Kalmar läns skogsvårdsstyrelse. Han var från 17 december 1950 den förste kommunfullmäktigeordföranden i den då nybildade Alsterbro landskommun.
Han var ledamot av riksdagens andra kammare från 1936, invald i Kalmar läns valkrets. Som sådan var han från 1945 ledamot av bevillningsutskottet.